# Vesper (cóctel)
El Vesper o Vesper Martini es un cóctel que se prepara con ginebra, vodka y Lillet.

## Origen
La bebida fue inventada por el personaje de ficción James Bond en una escena de la novela de 1953 titulada Casino Royale.
- "Un dry martini," dijo. "Uno, en una copa de champán".
- "Oui, monsieur".
- "Un momento; tres medidas de Gordon's, una de vodka, media medida de Kina Lillet. Agítelo bien hasta que esté helado; entonces añada una peladura de limón. ¿Lo ha anotado?"
- "Por supuesto, monsieur" el camarero parecía complacido con la receta.
- "Madre mía; desde luego es un pelotazo" dijo Leiter.
- "Cuando me tengo... esto... que concentrar" explicó, "nunca tomo más de una copa antes de cenar. Pero la que me tomo me gusta que sea larga, potente y bien hecha. No me gustan las copas pequeñas y que, además, están mal hechas. Esta es de mi propia invención y estoy pensando en darle nombre y patentarla".
- Ian Fleming, Casino Royale
La novela continúa con Bond diciéndole al camarero después de tomar un largo sorbo: "Excelente... pero si puede conseguir un vodka hecho con grano en lugar de patatas, estará aún mejor" y luego añade: "Mais n'enculons pas des mouches"
Bond finalmente lo llama Vesper, el nombre del personaje principal femenino de la novela: Vesper Lynd. El Vesper de Bond difiere del cóctel habitual Martini, ya que utiliza tanto la ginebra como el vodka, Kina Lillet en lugar del vermú seco habitual y la peladura de un limón en lugar de una aceituna. Aunque hay mucho debate sobre el Vesper, sólo se pidió una vez a lo largo de las novelas de Fleming (aunque Bond bebe seis de ellos en la película Quantum of Solace) mientras que en el resto de libros e historias cortas pide el Vodka Martini y Dry Martinis.[cita requerida]
En realidad, la versión del Vesper fue creada por un amigo de Fleming, Ivar Bryce. En la copia que regaló a Bryce, Fleming escribió la siguiente dedicatoria: "Para Ivar, que mezcló el Vesper primero y luego me dijo que era buen nombre". En el libro You Only Live Once, Bryce detallaba que Fleming se hacía servir el Vesper por el mayordomo de Duncan's, pero que esta bebida consistía en ron helado con hierbas y frutas.

## Versiones actuales
La Kina Lillet y la Ginebra Gordon's han cambiado su fórmula desde 1953, por lo que se pueden sustituir estas marcas por otras, para tratar de mantener los sabores originales:
- Lillet Blanc es la elección para sustituir la Kina Lillet-- la quina fue sustituida debido a la preferencia en Europa por aperitivos menos amargos.[5]
- El Cocchi Americano también es considerado un sustituto aceptable.[6]
- Para un sabor más tradicional, se puede usar un Vodka Stolichnaya de 50 grados, rememorando los niveles alcohólicos de 1953. También se aproximaría al sabor del "vodka de grano" mencionado por Bond en el libro.
- La ginebra Tanqueray daría la graduación alcohólica de 40 grados. La versión de exportación de Gordon's también posee esa graduación (no así la de consumo en Gran Bretaña, formulada para 40 grados).
- La copa de cóctel moderna, que es más grande que la de 1953, es a menudo sustituida por una copa alargada de champán.